# Mutriku
Mutriku (Motrico in castigliano) è un comune spagnolo di 4 775 abitanti situato nella comunità autonoma dei Paesi Baschi.